# Louis Ier de Blois-Châtillon
Pour les articles homonymes, voir Louis Ier, Blois (homonymie) et Châtillon.
Louis Ier, mort en 1346 à Crécy-en-Ponthieu, est comte de Blois, de Dunois et de Fréteval.

## Biographie
Le comte Louis Ier, comte de Blois (1342-1346), de Dunois et de Fréteval, est le fils de Guy Ier de Châtillon, comte de Blois et de Marguerite de Valois (1295-1342). Il est aussi petit-fils de Charles de France, donc neveu du roi de France Philippe VI.
Il épouse en 1340 à Soissons Jeanne de Beaumont, comtesse de Soissons, dame de Chimay, fille de Jean de Beaumont, seigneur de Beaumont (Hainaut) et Condé et de Marguerite de Soissons. Louis et Jeanne ont trois enfants :
- Louis II († 1372) ;
- Jean II († 1381) ;
- Guy II († 1397).

Louis Ier de Blois-Châtillon est tué le 26 août 1346 à la bataille de Crécy. Jeanne de Beaumont se remarie avec Guillaume Ier de Namur, comte de Namur.
Leurs trois fils se succèdent à la tête de leurs immenses domaines.